# Tablillas del Tesoro de Persépolis

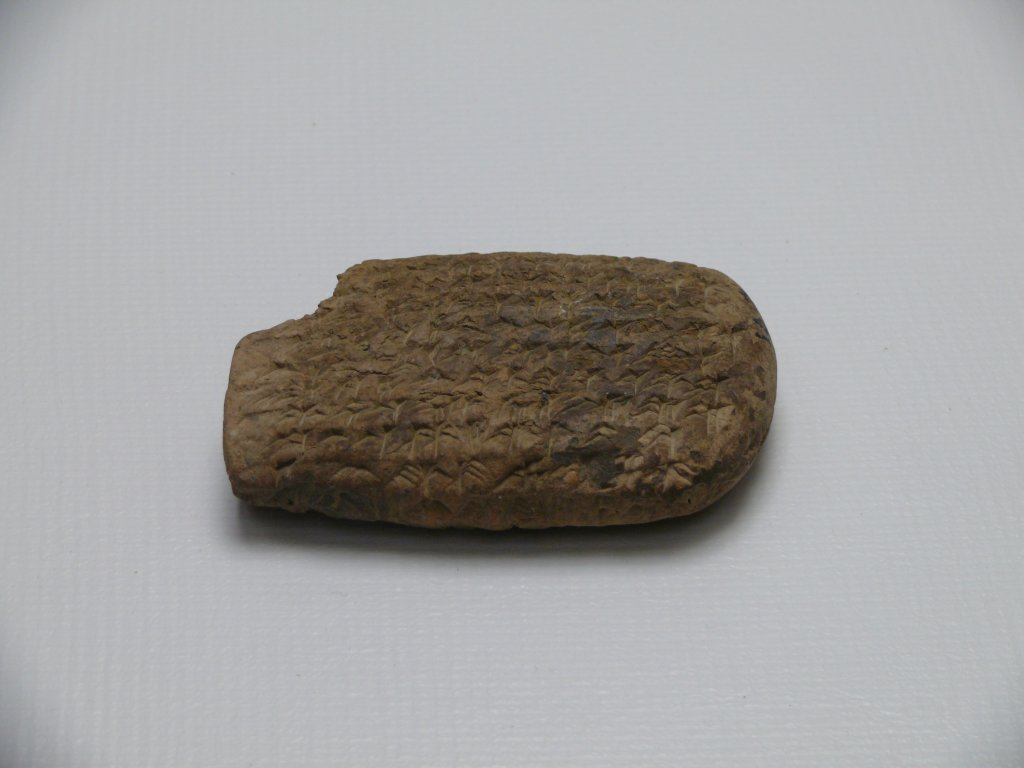
Tablilla de los archivos de Persépolis.

Las Tablillas del Tesoro de Persépolis son un conjunto de documentos administrativos en idioma elamita pertenecientes al Imperio Persa Aqueménida y correspondientes al período 492-458 a. C., bajo los reinados de Darío I, Jerjes I y Artajerjes I. Fueron descubiertas por la expedición arqueológica del Oriental Institute de la Universidad de Chicago dirigida por Erich Schmidt (1936), en una de las habitaciones nororientales del Tesoro de Jerjes en el complejo arquitectónico de Persépolis. Suman un total de 753 tablillas, de las cuales 128 han sido publicadas y traducidas por George Cameron.
Su contenido es similar a otro archivo casi contemporáneo, las llamadas Tablillas de la Fortaleza de Persépolis. Se trata de registros de entrega de plata y raciones alimenticias a los trabajadores dependientes de la realeza aqueménida en Persépolis y las zonas circundantes, así como de los trabajos realizados. Consta asimismo de un número de cartas de oficiales dirigidas al jefe del Tesoro, Aspatines, en las que solicitan el pago a determinados trabajadores.